# Confluence (Pennsylvania)
Confluence is een plaats (borough) in de Amerikaanse staat Pennsylvania, en valt bestuurlijk gezien onder Somerset County.

## Demografie
Bij de volkstelling in 2000 werd het aantal inwoners vastgesteld op 834. In 2006 is het aantal inwoners door het United States Census Bureau geschat op 788, een daling van 46 (-5,5%).

## Geografie
Volgens het United States Census Bureau beslaat de plaats een oppervlakte van 4,2 km², waarvan 4,1 km² land en 0,1 km² water. Confluence ligt op ongeveer 481 m boven zeeniveau.

## Plaatsen in de nabije omgeving
De onderstaande figuur toont nabijgelegen plaatsen in een straal van 16 km rond Confluence.